# Herman Lipót
Herman Lipót (Nagyszentmiklós, 24 aprile 1884 – Budapest, 1º luglio 1972) è stato un pittore ungherese.

## Biografia
Dal 1901 al 1905 ha studiato sotto la guida di Ede Balló, László Hegedűs e Tivadar Zemplényi presso la Scuola di Design di Budapest. Da studente del primo anno si è distinto come caricaturista, lavorando per delle riviste umoristiche ungheresi, lavorando con lo pseudonimo di "Harag". Nel 1905 si è recato a Monaco, dove ha sviluppato le sue abilità sotto la guida di A. Ažbe. 
Nel 1909-1910 ha lavorato a Berlino, dopodiché è rientrato in Ungheria, dove nell'autunno del 1910 ha creato la Colonia degli artisti Kecskemét. Nel 1911 è presente in Francia, Germania, Paesi Bassi ed Italia, organizzando nel contempo numerose mostre delle proprie opere. Dipinse nudi utilizzando come sfondo la natura, oltre a creare opere sui paesaggi e ritratti di personaggi dell'epoca.
Molti elementi presenti nelle sue opere si rifanno a tradizioni pre-impressioniste, sfruttando a pieno il metodo pittorico en plein air.
Nel 1920, 1924 e 1954 il Museo Ernst ha esposto grandi collezioni di sue opere. Nel 1952 ha vinto il premio Munkácsy.
La Galleria nazionale ungherese ha organizzato la mostra commemorativa nel 1974.